# مجر (مدينة)
مجر /məˈdʒɑːr/ كانت مدينة من القرون الوسطى تابعة لدولة خانية القبيلة الذهبية في القرن الثالث عشر والرابع عشر. لعبت دورًا رئيسيًا في التجارة بين منطقة آيدل أورال التاريخية والقوقاز ومنطقة البحر الأسود. في 1310-1311 سكبت المدينة أموالها الخاصة. في عام 1395 أقيلته قوات تيمور.
تقع أطلال المباني والحمامات العامة وأنابيب المياه وورش العمل وغيرها من بقايا المدينة على نهر كوما بالقرب من بوديونوفسك، ستافروبول كراي في روسيا.
زار ابن بطوطة البلدة حوالي عام 1332 ووصفها: «ثم انطلقتُ إلى مدينة المجر، وهي بلدة كبيرة، واحدة من أرقى مدن الأتراك، على نهر عظيم، وتملك حدائق وفواكه بوفرة.»
قد تكون هناك مدينة للخزر غير معروفة موجودة هناك، يعود تاريخها إلى القرن الثاني الميلادي.